# Victor Pimsner
Victor Pimsner (n. 26 martie 1920, Cairaclia, Basarabia – d. 20 decembrie 2000, Germania) a fost un aviator, profesor universitar și organizator al învățământului ingineresc de aviație.

## Pilot militar
După susținerea în 1939 a bacalaureatului, în perioada satisfacerii serviciului militar a intrat prin concurs la Școala de ofițeri de aviație pe care a absolvit-o în 1943 cu gradul de sublocotenent; un an mai târziu, după parcurgerea unui curs de perfecționare, este avansat la gradul de locotenent pilot de avioane de vânătoare. În perioada 1943-1948, Pimsner a activat la diferite unități de aviație ca ofițer pilot.

## Inginer și profesor universitar
În 1943 s-a înscris la Facultatea Electromecanică a Școlii Politehnice din București la Secția de Mașini Termice, pe care a absolvit-o în 1947, devenind inginer electromecanic cu specialitatea aviație. În 1949 a fost avansat la gradul de căpitan inginer și mutat ca șef birou de studii la Facultatea de Aviație a Academiei Tehnice Militare, care fusese inaugurată chiar în același an. În această calitate, Pimsner a participat efectiv și activ la organizarea învățământului superior ingineresc de aviație din Academia Tehnică Militară (1949–1950). Solidele sale cunoștințe de motoare de aviație i-au permis să parcurgă rapid gradele didactice până la cel de conferențiar (în 1952), devenind titularul cursului de Teoria motoarelor de aviație cu reacție. Până în 1959 Pimsner a profesat în calitate de cadru didactic în Academia Tehnică Militară, fiind avansat succesiv la gradele de maior și lt. colonel (1958). Deși nu a luptat efectiv pe frontul de est, în anul 1959 Pimsner a fost trecut în rezervă.
În 1958, Pimsner a intrat prin concurs cercetător principal și șef de sector la Institutul de Energetică al Academiei Române, condus în aceea perioadă de acad. Remus Răduleț. Aici Pimsner a promovat la gradul de șef de laborator, funcție pe care a deținut-o până în anul 1968. În această perioadă și-a elaborat în cadrul Institutului Politehnic București teza de doctorat cu titlul Contribuții asupra unei metode de mărire a forței de tracțiune a motorului turboreactor, pe care a susținut-o în anul 1963.
În 1963 i se decernează Premiul de Stat pe 1962 pentru lucrările de cercetare elaborate la Institutul de Energetică și la Academia Tehnică Militară, publicate în lucrarea Exploatarea rațională a gazelor naturale.
În 1965 își reia activitatea didactică la Catedra de Termotehnică de la Facultatea de Mecanică a Institutului Politehnic în calitate de conferențiar (1965–1971) și apoi de profesor (1971–1976). La Facultatea de Mecanică a predat cursuri de termodinamică tehnică (termotehnică). În 1971 a obținut titlul științific de doctor-docent în științe tehnice, iar în 1972 dreptul de a conduce lucrări de doctorat.
În 1972 a participat la înființarea în cadrul politehnicii bucureștene a Facultății de Aeronave, al cărei decan a fost în perioada 1972–1981. În calitate de profesor la această facultate, între 1976–1988 a predat cursurile de Teoria motoarelor de aviație, Teoria motoarelor cu reacție, Procese și caracteristici în turbomotoarele cu reacție, Procese și caracteristici în turbomotoarele de aviație. În calitate de conducător de doctorat (1972–1987) a condus pregătirea prin doctorat a unor personalități din aeronautică și învățământul aviatic (prof. Ștefan Ispas, prof. Virgil Stanciu etc.).
În 1988, după decesul soției sale, Pimsner a plecat din România pentru a se reuni cu restul familiei, care se afla de mai mult timp în Republica Federală Germania. A rămas în memoria studenților și doctoranzilor săi ca un ofițer corect și conștiincios, un profesor eminent și un îndrumător atent și responsabil al celor tineri.

## Lucrări publicate
- Exploatarea rațională a gazelor naturale (în colaborare), București: Ed. Academiei RPR, 1963[6]
- Energetica turbomotoarelor cu ardere internă (în colaborare), București: Ed. Academiei RSR, 1964[1][5]
- Supraalimentarea motoarelor Diesel (în colaborare), București: Ed. Tehnică, 1965[7]
- Analiza termodinamică a schemelor centralelor electrice (în colaborare), București: Ed. Academiei RSR, 1967[8]
- Corelațiile dintre combustibilul lichid și motorul cu ardere internă (în colaborare), Ed. Academiei RSR, 1972[7]
- Termodinamica tehnică: Culegere de probleme, București: Ed. Didactică și Pedagogică, 1976[1][5]
- Termodinamica tehnică: Culegere de probleme (în colaborare), București: Ed. Didactică și Pedagogică, 1982[5][7]
- Motoare aeroreactoare: Procese și caracteristici, București: Ed. Didactică și Pedagogică, 1984[5][7]
- Procese în mașini termice cu palete: Aplicații și probleme (coord.) București: Ed. Tehnică, 1986[7]
- Mașini cu palete. Procese și caracteristici (în colaborare), București: Ed. Tehnică, 1988[1][5]
- Numeroase studii, cercetări, comunicări științifice și manuale referitoare la procesele termo-gazodinamice din motoarele aeroreactive.